# Бахадеро (Порторико)
Бахадеро (шп. Bajadero) град је у америчкој острвској територији Порторико, острвској држави Кариба.

## Демографија
По попису из 2010. године број становника је 3.710, што је 167 (-4,3%) становника мање него 2000. године.
| Група             | 2000.         | 2010.         |
| Белци             | 13 (0,3%)     | 11 (0,3%)     |
| Афроамериканци    | 293 (7,6%)    | 308 (8,3%)    |
| Азијати           | 0 (0,0%)      | 0 (0,0%)      |
| Хиспаноамериканци | 3.860 (99,6%) | 3.695 (99,6%) |
| Укупно            | 3.877         | 3.710         |